# Абу-Хуммус
Абу-Хуммус (араб. أبو حمص‎) — город на севере Египта, расположенный на территории мухафазы Бухейра.

## История
28 июня 1911 года в районе Абу-Хуммуса упал метеорит.

## Географическое положение
Город находится на востоке мухафазы, в западной части дельты Нила, на берегу канала Махмудия, на расстоянии приблизительно 14 километров к северо-западу от Даманхура, административного центра провинции. Абсолютная высота — 7 метров над уровнем моря.

## Демография
По данным переписи 2006 года численность населения Абу-Хуммуса составляла 39 350 человек.
Динамика численности населения города по годам:
| 1996   | 2006   |
| ------ | ------ |
| 29 033 | 39 350 |

## Транспорт
Ближайший крупный гражданский аэропорт — Международный аэропорт Александрии.